# Cella (Spagna)
Cella è un comune spagnolo di 2 606 abitanti situato nella comunità autonoma dell'Aragona.